# قرصعنة متوسعة
القِرصَعنة المتوسعة (باللاتينية: Eryngium dilatatum) نوع نباتي عشبي يتبع جنس القِرصَعنة من الفصيلة الخيمية.

## الموئل والانتشار
موطنه الأصلي المغرب العربي وإسبانيا والبرتغال.